# マリリン・フライ
マリリン・フライ (Marilyn Frye、1941年 - ) は、アメリカ合衆国の哲学者であり、ラディカル・フェミニスト理論家である。 フライは性差別、人種差別、抑圧、そしてセクシュアリティーについての理論で知られている。 フライの著作は、フェミニズム関連のトピック、例えば、白人至上主義、男性の特権、そしてゲイとレズビアンの周縁化など、フェミニズムをトピックとした論考を提供している。フライは正義の観点から問題に取り組んでいるが、社会的カテゴリーの形而上学、認識論、道徳心理学にも取り組んでいる。

## 略歴
フライは1963年スタンフォード大学にて哲学の文学士号を優秀な成績で取得し、1969年にはコーネル大学にて哲学の博士号を取得した。フライの『Meaning and Illocutionary Force（意味と発話の力）』というタイトルの学位論文は、マックス・ブラックの元で書かれた。1974年にミシガン州立大学に移る前には、ピッツバーグ大学の哲学科で教鞭をとっていた。フライは2003年から退職するまで、ミシガン州立大学にて特別教授（ディスティングイッシュトプロフェッサー）であった。また、同大学の芸術文学部の副学部長でもあった。2008年には、哲学の（Romanell）ファイ・ベータ・カッパの講師であった。

## 研究と出版
フライの『The Politics of Reality』（1983）は、9つのエッセイから成り立っており、フェミニスト哲学の古典となっている。
『Feminist Frontiers』という本の中の、『Oppression（抑圧）』というタイトルを冠した章では、フライはジェンダーにおけるダブルバインドという考えについて論じている。このダブルバインドは「選択肢が非常に少なく、そのすべてが罰、非難、または剥奪にさらされる状況」を指している。フライはこの原理をジェンダーと抑圧についての議論の中で女性が頻繁に直面するジレンマに適用している。例えば、女性が性的に活発であることも、逆に非活発であることも社会的に容認されず、「男嫌い」又は「お堅い」というレッテルを貼られることなどである。この選択の欠如は女性の日常生活に深く浸透しており、服装や話し方の選び方などの小さなことさえ批判される。 フライは男性も同様の問題に直面していることを認めているが、鳥かごの比喩を通して男性と女性の問題を区別している。フライが述べるように、女性が直面する個々の束縛（バインド）は、それだけでは鳥を閉じ込めるには十分ではない、鳥かごを構成する1本の棒のように考えることができる。 十分な数の棒があれば柵になり、鳥は鳥かごのの中に閉じ込められ、行き場を失う。これがフライの言う完全な選択の不在であり、女性が直面する問題の集大成がいかに「固定化」されているか、そしてフライにとって、男性ではなく女性の闘いが抑圧とみなされる理由である。
フライはレズビアンであることを公言しており、彼女の多くの著作は社会的なカテゴリー、中でも特に人種や性別に基づくカテゴリーを探求している。

## 著作
- Frye, Marilyn (1983). The politics of reality: essays in feminist theory. Trumansburg, New York: Crossing Press. ISBN 9780895940995
- Frye, Marilyn (1992). Willful virgin: essays in feminism, 1976-1992. Freedom, California: Crossing Press. ISBN 9780895945532
- Frye, Marilyn; Hoagland, Sarah Lucia (2000). Feminist interpretations of Mary Daly. Re-reading the canon. University Park, Pennsylvania: Pennsylvania State University. ISBN 9780271020198